# Cordillera de Talamanca
Talamancakordiljäran (spanska: Cordillera de Talamanca) är en bergskedja i Centralamerika. Huvuddelen ligger i Costa Rica, men den sträcker sig i sydost in i Panama. På båda sidor gränsen finns nationalparken La Amistad internationella fredspark. Högsta toppen är Cerro Chirripó på 3820 meter över havet. 
Bergskedjan uppkom på grund av kontinentalplattornas rörelser. I lägre delar förekommer tropisk skog, i högre delar molnskogar och ovanför trädgränsen bergsstäppen páramo.